# کورلتو مونفورته
کورلتو مونفورته (به ایتالیایی: Corleto Monforte) یک کومونه در ایتالیا است که در استان سالرنو واقع شده‌است.

## خصوصیات
کورلتو مونفورته ۵۸ کیلومترمربع مساحت و ۶۱۵ نفر جمعیت دارد و ۶۸۳ متر بالاتر از سطح دریا واقع شده‌است.